# Wapen van Guanajuato
Het wapen van Guanajuato is het officiële symbool van zowel de Mexicaanse staat Guanajuato als van de gelijknamige staatshoofdstad Guanajuato. Het staat centraal in de vlag van Guanajuato.
Het wapen bestaat uit een versierd schild, gekroond door de kroon van Spanje. Het schild toont Santa Fé de la Granada, die de overwinning van de Spanjaarden op de moren in de Reconquista symboliseert. Het wapen werd door koning Karel I van Spanje aan de stad Guanajuato verleend en is later ook door de staat in gebruik genomen.